# Mötet i Stockholm 1448
Mötet i Stockholm 1448 var en sammankomst som hölls i Stockholm för att diskutera och besluta om Sveriges angelägenheter. Det inleddes den 20 juni 1448 och avslutades den 29 juni 1448.
Kristofer av Bayern avled 6 januari 1448. När budet om dödsfallet nådde Sverige valdes till riksföreståndare Bengt Jönsson (Oxenstierna) och Nils Jönsson (Oxenstierna). Karl Knutsson (Bonde) kallade därefter till ett möte i Stockholm till midsommar. Den 20 juni hölls kungaval där Karl Knutsson erhöll 63 av 71 avgivna röster. Den 28 juni hyllades han vid Mora stenar och den 29 kröntes han i Uppsala domkyrka.